# Neobisium validum
Espèce
Synonymes
- Obisium validum L. Koch, 1873
- Obisium caucasicum Beier, 1928
- Neobisium turcicum Beier, 1949
- Neobisium baniskhevii Kobakhidze, 1960
- Neobisium zhiltzovae Ćurčić, 1984

Neobisium validum est une espèce de pseudoscorpions de la famille des Neobisiidae.

## Distribution
Cette espèce se rencontre en Israël, au Liban, en Syrie, en Iran, au Turkménistan, en Azerbaïdjan, en Arménie, en Géorgie, en Turquie, en Grèce, en Croatie, en Hongrie, en Moldavie et en Ukraine.

## Systématique et taxinomie
Cette espèce a été décrite sous le protonyme Obisium validum par L. Koch en 1873. Elle est placée dans le genre Neobisium par Beier en 1932.
Obisium caucasicum, Neobisium turcicum et Neobisium baniskhevii ont été placées en synonymie par Schawaller en 1983.
Neobisium zhiltzovae a été placée en synonymie par Dashdamirov et Schawaller en 1992.

## Publication originale
- L. Koch, 1873 : Uebersichtliche Dartstellung der Europäischen Chernetiden (Pseudoscorpione). Bauer und Raspe, Nürnberg, p. 1-68 (texte intégral).